# Andrés Temiño
Andrés Temiño Mediel (24 de febrero de 2004) es un deportista español que compite en tiro con arco, en la modalidad de arco recurvo. En los Juegos Europeos de Cracovia 2023 consiguió una medalla de plata en la prueba por equipo.

## Palmarés internacional
| Juegos Europeos | Juegos Europeos    | Juegos Europeos  | Juegos Europeos |
| Año             | Lugar              | Medalla          | Prueba          |
| --------------- | ------------------ | ---------------- | --------------- |
| 2023            | Cracovia (Polonia) | Medalla de plata | Equipo          |